# Somaliyaay toosoo
Somaliyaay toosoo ("Despierta Somalia"), fue el himno nacional de Somalia desde el 2000 hasta el 1 de agosto de 2012, cuando fue reemplazado por Qolobaa calankeed.[cita requerida] Fue compuesto por Ali Mire Awale en julio de 1947. Reemplazó al antiguo himno somalí sin letra compuesto por Giuseppe Blanc (en uso entre 1960 y 2000).